# Сомма-Ломбардо
Со́мма-Ломба́рдо (итал. Somma Lombardo) — город и коммуна в Италии, располагается в провинции Варезе области Ломбардия.
По данным Национального института статистики, население коммуны составляет, на 01.01.2023 года, 17 767 человек, плотность населения ─ 582,42 чел./км². Площадь коммуны составляет 30,51 км². Почтовый индекс — 21019. Телефонный код — 0331.
Покровительницей коммуны почитается святая Агнесса Римская. День памяти ежегодно отмечается 21 января.